# Drosophila prodispar
Drosophila prodispar este o specie de muște din genul Drosophila, familia Drosophilidae, descrisă de Michael J. Parsons și Bock în anul 1982. Conform Catalogue of Life specia Drosophila prodispar nu are subspecii cunoscute.